# David Wilén
David Hjalmar Wilén, född den 20 oktober 1888 i Los församling, Gävleborgs län, död den 17 januari 1968 i Västerås, var en svensk ämbetsman.
Wilén avlade kansliexamen vid Stockholms högskola 1910. Han blev länsbokhållare vid landskontoret i Gävleborgs län 1918, tillförordnad länsassessor i Skaraborgs län 1926 och ordinarie länsassessor i Västmanlands län 1929. Wilén var landskamrerare i Västerbottens län 1936–1947 och i Västmanlands län 1947–1954. Han blev riddare av Nordstjärneorden 1942 och kommendör av andra klassen av samma orden 1949. Wilén vilar på Hovdestalunds kyrkogård.